# Липка (притока Ікви)
Ли́пка — річка в Україні, в Дубенському районі Рівненської області. Права притока Ікви (басейн Дніпра).

## Опис
Довжина річки 12 км, похил річки — 2,7 м/км. Формується з багатьох безіменних струмків. Площа басейну 85,2 км².

## Розташування
Бере початок у селі Липа. Її витоки знаходяться на південній окраїні села, біля підніжжя Мізоцького кряжу. Від витоків до с. Мирогоща Липка тече на північ (ця частина її русла пересохла в кінці ХХ ст.), далі повертає на захід і на північно-західній околиці міста Дубно навпроти городища літописного Дубена впадає в річку Ікву, праву притоку Стиру.
Населені пункти вздовж берегової смуги: Мирогоща Перша, Мирогоща Друга, Рачин.
Річку перетинає автомобільна дорога Т 1801.
Русло річки каналізоване в ХІХ ст. нижче по течії від с. Мирогоща.